# Stokes (unité)
Pour les articles homonymes, voir Stokes.
Le stokes, de symbole St, est l'unité CGS de viscosité cinématique :
1 St = 1 cm2/s = 10−4 m2/s.
Il est ainsi nommé en l'honneur du physicien irlandais George Gabriel Stokes.
Le stokes est tombé en désuétude, mais on utilise encore son sous-multiple le centistokes :
1 cSt = 10−2 St = 1 mm2/s = 10−6 m2/s.
L'usage du newton comme unité de force a été rendu obligatoire à partir de 1948, lors de la quatrième séance de la neuvième Conférence générale des poids et mesures. La 9e CGPM établit ensuite que l'unité de viscosité dynamique est la décapoise (aujourd'hui appelée pascal-seconde, de symbole Pa s), et l'unité de viscosité cinématique le myriastokes (aujourd'hui appelée mètre carré par seconde, de symbole m2/s). La décapoise est la viscosité dynamique d'un fluide dans lequel le mouvement rectiligne et uniforme dans son plan d'une surface plane de 1 mètre carré, donne lieu à une force retardatrice de un newton, lorsque le gradient de vitesse du fluide en contact avec la surface est de un mètre par seconde par mètre d'écartement normal à la surface. Le myriastokes est la viscosité cinématique d'un fluide dont la viscosité dynamique est une décapoise et la masse par unité de volume est de un kilogramme par mètre cube.